# Creatio
Creatio — єдина платформа для автоматизації CRM, галузевих та внутрішніх процесів за допомогою no-code технологій. Creatio об'єднує можливості системи управління взаємовідносинами з клієнтами (CRM) та системи управління бізнес-процесами (BPM). З моменту запуску у 2011 році платформа і прикладні рішення мали назву bpm'online, у 2019 році отримали нинішню назву.

## Технології
Платформа Bpm'online розроблена з використанням трирівневої архітектури на базі .NET Framework 4. Для створення користувацьких інтерфейсів використовуються технології HTML, AJAX та Microsoft Silverlight. У Bpm'online застосовується сервіс-орієнтована архітектура (Service-oriented architecture, SOA), що базується на службах. Створення додатків відбувається не за допомогою написання нового програмного коду, а за допомогою зв'язування сервісів. В основі платформи Bpm'online лежать бізнес-процеси. Для реалізації нової функціональності або зміни користувальницьких інтерфейсів потрібно вибрати стандартні елементи і створити в редакторі бізнес-процес, який реалізує необхідну бізнес-логіку. Створені процеси побудовані за нотації BPMN 2.0 (Business Process Modeling Notation). Для забезпечення безпеки та розмежування прав доступу в Bpm'online забезпечується можливість налаштування прав доступу по ролях, підтримка криптографічного протоколу SSL, обмеження доступу до об'єктів, полів об'єктів, записів.

## Bpm'online CRM
Bpm'online CRM — прикладне SaaS CRM-рішення на базі платформи Bpm'online, є одним з флагманських продуктів. Можливості системи Bpm'online CRM включають: управління бізнес-процесами — їх проєктування, автоматизацію, аналітику; управління клієнтською базою; планування та управління продажами; управління маркетинговими кампаніями; автоматизацію діловодства та документообігу; управління робочим часом; контроль виконання доручень; відстеження результатів роботи та аналітику. Робота з даними Bpm'online CRM в режимі off-line забезпечується наявністю розширення Bpm'online Outlook Connector.
За словами суддів конкурсу CRM Idol 2011, перемогу в якому по регіону EMEA здобула система Bpm'online CRM, у продукту чудовий графічний дизайнер процесів, що спрощує конфігурування системи звичайним користувачам. Іншими перевагами Bpm'online CRM називають застосування передових технологій, стандартів і протоколів (HTML, AJAX, Silverlight, і т. д.), відкритий код конфігурації (Open Source), а також готові інструменти для швидкої та легкої адаптації, що дозволяють гнучко налаштовувати додаток аналітикам, не вдаючись до допомоги програмістів. На думку експертів BFM.ru, реалізована «хмарна» платформа — один з небагатьох в Рунеті успішних SaaS-проєктів.

### Варіанти розгортання
Виходячи з потреб і політик безпеки компанії може бути обраний один з варіантів розгортання Bpm'online CRM: доступ користувачів до системи, розміщеної на сервері сертифікованого провайдера (On-Demand), або на власних потужностях клієнта (On-Site). Як хостинг-провайдер обраний дата-центр Ancotel, розміщений у Франкфурті-на-Майні (Німеччина). Резервний датацентр Hetzner розташований в Нюрнберзі. При прийнятті клієнтом рішення про закінчення підписки після 30 днів всі його дані, що зберігалися в дата-центрі, знищуються.

### Розширюваність
Bpm'online CRM поширюється як комерційний Open Source. Це дає можливість замовникам або партнерам створювати на основі наданої платформи свої доповнення, настройки та розширення. Стверджується, що завдяки трирівневій архітектурі, яка ізолює ядро від користувача доробок, всі внесені зміни продовжать працювати і при оновленні до наступних версій. Зміни можна вносити як на рівні програмного коду, так і модифікуючи опису BPM-моделі у візуальному редакторі.

### Системні вимоги
Продукт є вебдодатком і не потребує встановлення на локальний комп'ютер. Bpm'online CRM можна користуватися з комп'ютерів під управлінням операційних систем Microsoft Windows та Mac OS X. На робочому місці клієнта досить мати браузер Internet Explorer, Chrome, Firefox або Safari, на комп'ютері користувача має бути встановлений плагін Microsoft Silverlight. При установці програми Bpm'online CRM на власних потужностях замовника (On-Site), рішення може бути розгорнуто на серверах баз даних MS SQL Server або Oracle.

### Цінова політика
У 2011 році вартість оренди становила 250 євро на рік для одного користувача і не змінювалась протягом всього терміну контракту. Передплата включає право використання програмного забезпечення, технічну підтримку та оновлення на все нові версії.

## Історія розробки

### Створення
Робота над платформою велася 35 програмістами протягом 3 років. Інвестиції в розробку склали 3 млн доларів. Платформа Bpm'online була представлена в лютому 2011 року на конференції «Bpm'online — вхід в еру процесів».

### Bpm'online CRM 5.1
Головним нововведенням версії Bpm'online 5.1 стало розширення для інтеграції Bpm'online CRM і Microsoft Outlook — Bpm'online Outlook Connector. Розширення розроблено з використанням рішення Invisible CRM. Модуль дозволяє працювати в MS Outlook з повним набором даних з Bpm'online CRM. Також розширено функціональність дизайнера процесів.

### Bpm'online CRM 5.2
Одне з основних оновлень — інтеграція з соціальними мережами: Facebook, Twitter, LinkedIn. У картку контакту можна підтягувати з цих джерел будь-яку доступну інформацію, наприклад email або сайт. Реалізована інтеграція з Google Maps для відображення компаній на карті та з поштовими серверами, що підтримують IMAP (наприклад, Gmail). Додатково в новій версії покращені робота з лідамі, імпорт контактів та інструмент масових персоніфікованих розсилок клієнтам. Удосконалено можливості Bpm'online CRM з пошуку та обробки записів, що дублюються, став доступний імпорт даних з Excel, розширена функціональність системи для адміністраторів.

### Bpm'online CRM 5.3
Нововведенням версії стала можливість придбання ліцензій не для кожного користувача, а тільки для користувачів, що працюють у системі одночасно. Також з'явилася інтеграція з Google Contacts і Google Calendar для синхронізації завдань і контактів та вбудовані навчальні відеоролики.

### Bpm'online CRM 5.4
З'явилася мультимовність (користувач може вибирати російську або англійську), можливість налаштовувати поля в картках силами користувача, нові елементи в бізнес-процесах й інтеграція з обліковою системою QuickBooks, популярною в США. Додано SDK з описом класів, інтерфейсів і типів значень системи.

### Bpm'online CRM 7.0
Інтерфейс системи було повністю перероблено. Основний наголос зроблено на контекстності — на екрані з'являється тільки та інформація і ті елементи управління, які потрібні даному користувачеві в цей момент. Система має схожий дизайн на пристрої будь-якого типу — PC, планшеті, смартфоні. У продукті з'явився командний рядок, який дає можливість швидко виконувати певні завдання та операції або проводити пошук даних.

#### Bpm'online 7.5
В цій версії вперше були випущені три окремі інструменти:
- bpm'online sales;
- bpm'online marketing;
- bpm'online service.

## Нагороди
У листопаді 2011 року система Bpm'online CRM отримала перше місце в регіоні EMEA на конкурсі CRM Idol 2011, організованому Полом Грінбергом.
Журнал CRM Magazine назвав Bpm'online Customer Service Rising Star.
Два роки поспіль (2012, 2013) Bpm'online потрапляв до списку переможців 'CRM Watchlist', що складається Полом Грінбергом.
У 2013 році Bpm'online CRM став одним з переможців всеєвропейської нагороди European IT & Software Excellence Awards 2013.
Журнал CUSTOMER відзначив Bpm'online CRM нагородою 2013 CRM Excellence Award.
Крім того, в травні 2013 року аналітичне агентство ISM включило Bpm'online CRM в список TOP 15 CRM у сегменті SMB.